# Capanna Sovèltra
La capanna Sovèltra è un rifugio alpino situato nel territorio dell'ex comune di Prato-Sornico aggregatosi al comune di Lavizzara, nella valle di Prato, in Canton Ticino, nelle Alpi Lepontine a 1.534 m s.l.m.

## Storia
In origine fu una stalla del 1927, fu riattata nel 1997. Nel 2017 è stata completamente distrutta da un incendio

## Caratteristiche e informazioni
La capanna è disposta su due piani, con refettorio unico per un totale di 40 posti. Sono a disposizione due piani di cottura sia a legna, che a gas completi di utensili di cucina. L'illuminazioneè fornita da una turbina. Il riscaldamento a legna e l'acqua corrente sono in capanna.

## Accessi
- Prato Sornico 742 m Prato Sornico è raggiungibile anche con i mezzi pubblici. - Tempo di percorrenza: 2,30 ore - Dislivello: 800 metri - Difficoltà: T2
- Monti di Predee 1.001 m I monti di Predee sono raggiungibili in auto. - Tempo di percorrenza: 1,30 ore - Dislivello: 500 metri - Difficoltà: T2.

## Ascensioni
- Campo Tencia
- Pizzo Barone
- Pizzo di Sovèltra

## Traversate
- Capanna Barone 3,30 ore
- Capanna Campo Tencia 5 ore
- Capanna Alpe Sponda 6 ore
- Rifugio Tomeo 5 ore